# 악연 (2025년 드라마)
《악연》(영어: Karma)은 넷플릭스에서 2025년 4월 공개된 대한민국의 범죄 스릴러 드라마이다.

## 작품 개요
벗어나고 싶어도 빠져나올 수 없는 악연으로 얽히고설킨 6인의 이야기를 그린 범죄 스릴러

## 제작진

### 제작진
- 윤종빈
- 박호식
- 장세정

### 각본&감독
- 이일형 : 영화 리멤버, 검사외전 등을 연출했다

### 원작
- 최희선의   - 웹툰
  - 《악연》

## 출연

### 주요 인물
- 박해수 : 김범준 역 (아역: 송건희)
- 신민아 : 이주연 역 (아역: 신도현)
- 이희준 : 박재영 역 (아역: 배윤규)
- 김성균 : 장길룡 역
- 이광수 : 한상훈 역
- 공승연 : 이유정 역 (아역: 최소윤)

### 박재영 주변 인물
- 최홍일 : 박동식 역
- 권다함 : 외제차 남 역
- 박미현 : 여성 신자 역
- 김영아 : 수녀원장 역

### 무해기획
- 박호산 : 황철목 역
- 신주환 : 그랜저 남 역
- 정예진 : 그랜저 여 역

### 한상훈 주변 인물
- 박보연 : 상훈 부인 역

### 경찰
- 이서준 : 백지훈 역
- 신문성 : 박인석 역
- 임철형 : 강영식 역
- 남윤호 : 최 형사 역

### 그 외 인물
- 차민웅 : 문신남 역

### 특별 출연
- 김남길 : 윤정민 역
- 조진웅 : 사채업자 역

## 수상 목록
- 2025년 제4회 청룡시리즈어워즈 남우조연상 (이광수)

## 참고 사항
- 티저 예고편 마지막에 남자 목소리 내레이션이 나오는데, 목소리로 예상했을 때 배우 김남길이 특별출연을 한 것으로 추측됐다. 이후 넷플릭스 SNS에서 김남길이 특별출연 한다고 공식적으로 밝혔다.
- 극중 이주연과 윤정민의 근무지로 촬영한 병원은 부산 기장군 장안읍의 동남권원자력의학원이다.